# Borthwick Water
Borthwick Water ist ein linker Nebenfluss des River Teviot in der schottischen Council Area Scottish Borders.

## Verlauf
Der Fluss entsteht durch den Zusammenfluss von Craikhope Burn, Howpasley Burn und Brownshope Burn am Ostrand des Craik Forest. Historisch durchfloss er die Grafschaften Selkirkshire und Roxburghshire, die beide in den Scottish Borders aufgegangen sind. Auf den oberen 20 Kilometern folgt das mäandrierende Borthwick Water einer nordöstlichen Richtung. Dann beschreibt es einen weiten Bogen nach Südwesten, um nach einer Gesamtlänge von 26 Kilometern rund drei Kilometer südwestlich von Hawick von links in den River Teviot zu münden, der über den River Tweed in die Nordsee entwässert.

## Umgebung
Das Borthwick Water durchfließt eine dünnbesiedelte Region der Scottish Borders. An seinem Lauf liegen lediglich die Weiler Craik, Deanburnhaugh und Roberton mit dem Herrenhaus Harden. Historisch folgte eine Römerstraße dem Lauf des Borthwick Waters. Heute folgt ihm linkerseits auf den letzten sechs Kilometern die B711. 

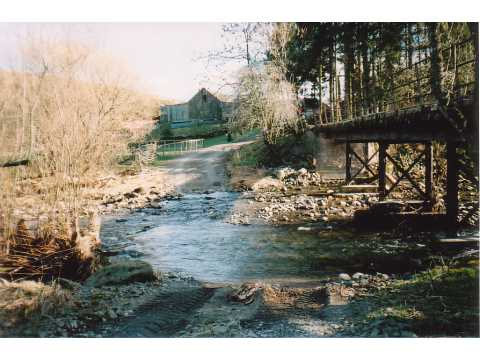
Brücke am Oberlauf
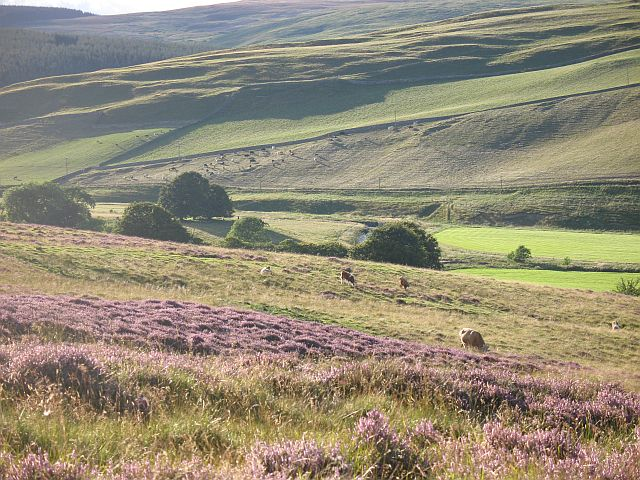
Blick in das Tal des Borthwick Waters